# Осень (альбом)
«Осень» — девятый студийный альбом группы «Пилот», был записан в 2010—2011 гг. в Санкт-Петербурге. В альбом вошло четырнадцать песен и один бонус-трек.
Альбом вышел 1 сентября 2011 года.

## Список композиций
| №   | Название                        | Длительность |
| --- | ------------------------------- | ------------ |
| 1.  | «Пять пограничных состояний»    |              |
| 2.  | «Семь ключей»                   |              |
| 3.  | «156-й»                         |              |
| 4.  | «Двор»                          |              |
| 5.  | «Депрессивная зима»             |              |
| 6.  | «Жизнь без билета»              |              |
| 7.  | «Осень»                         |              |
| 8.  | «Перегоны (Набело)»             |              |
| 9.  | «Путь к закрытым городам»       |              |
| 10. | «Смешная сестрёнка Лета»        |              |
| 11. | «Сибирские леса»                |              |
| 12. | «Сны идиота»                    |              |
| 13. | «Сон в ноябре»                  |              |
| 14. | «Счастье чужое»                 |              |
| 15. | «Степь да степь кругом (Бонус)» |              |

## Участники
- Илья Чёрт — вокал, акустическая гатара
- Виктор Бастраков — гитара
- Николай Лысов — ударные
- Станислав Марков — бас
- Андрей Казаченко — клавиши
- Николай Циглер — звукорежиссёр
- Фёдор Шабалин — техник
- Лана Летуновская — пресс-атташе
- Дмитрий Гройсман, Даниил Петровский — менеджмент